# Woznessenskia bimacula
Woznessenskia bimacula is een rechtvleugelig insect uit de familie Gryllacrididae. De wetenschappelijke naam van deze soort is voor het eerst geldig gepubliceerd in 2011 door Guo & Shi.